# Wilkołaz (gemeente)
De gemeente Wilkołaz is een landgemeente in het Poolse woiwodschap Lublin, in powiat Kraśnicki.
De zetel van de gemeente is in Wilkołaz (tot 30 december 1999 Wilkołaz Pierwszy genoemd)
Op 30 juni 2004 telde de gemeente 5575 inwoners.

## Oppervlakte gegevens
In 2002 bedroeg de totale oppervlakte van gemeente Wilkołaz 81,86 km², waarvan:
- agrarisch gebied: 83%
- bossen: 11%

De gemeente beslaat 8,14% van de totale oppervlakte van de powiat.

## Demografie
Stand op 30 juni 2004:
| Omschrijving                   | Totaal | Totaal | Vrouwen | Vrouwen | Mannen | Mannen |
| ------------------------------ | ------ | ------ | ------- | ------- | ------ | ------ |
| eenheid                        | aantal | %      | aantal  | %       | aantal | %      |
| inwoners                       | 5575   | 100    | 2768    | 49,7    | 2807   | 50,3   |
| bevolkingsdichtheid (inw./km²) | 68,1   | 68,1   | 33,8    | 33,8    | 34,3   | 34,3   |

In 2002 bedroeg het gemiddelde inkomen per inwoner 1164,69 zł.

## Administratieve plaatsen (sołectwo)
Ewunin, Marianówka, Ostrów, Ostrów-Kolonia, Pułankowice, Rudnik, Wilkołaz, Wilkołaz Dolny, Wilkołaz Drugi, Wilkołaz Trzeci, Wólka Rudnicka, Zalesie, Zdrapy.

## Overige plaatsen
Obroki, Obroki-Gajówka, Rudnik-Kolonia, Wilkołaz Górny, Zamajdanie, Żurawiniec.

## Aangrenzende gemeenten
Borzechów, Kraśnik, Niedrzwica Duża, Strzyżewice, Urzędów, Zakrzówek